# Иван Голушин
Иван Голушин (Кикинда, 22. октобар 1976) је српски телевизијски и радијски водитељ.

## Биографија
Од 1990 до 1995. године, још као ученик средње школе, почео да се бави глумом, био је члан Народног позоришта Кикинда, где је играо представе: Николо и Навуходоносор (улога: дете), Капетан Џон Пиплфокс (улога: главоња #1) и Вилијева менажерија (улога: Хамлет).
Током другог разреда средње школе, први пут се опробао у медијима, где 1992. године његово место рођења (Кикинда) први пут добија своју радио станицу, Радио Кикинда, где је радио као новинар и водитељ омладинског програма Другом страном. Након средње школе, уписује студије књижевности у Новом Саду где почиње хонорарно да ради на Пан радију, а од октобру 1995. године почиње да ради на ТВ РТС НС+ (данас РТВ 2), као новинар и сарадник у емисији о животињама, Зоо+.
1997. прешао је у редакцију културног програма ТВ НС, затим је радио као водитељ Радио Скале у оквиру радио Новог Сада. Након гашења овог радијског програма, почиње да ради на приватном радију Ин радио, за време НАТО бомбардовања.
Након дипломирања на Филозофском факултету у Новом Саду, 1999. године, преселио се у Београд, где је његов први посао у Београду добио је на YU Info (касније Инфо 24) каналу, касније и на неколико ТВ и радио станица, самостално водећи емисије и програме (БК ТВ, Политика, 3К РТС, Авала (данас Ред ТВ), Кошава (данас Happy TV), Pink, Pink 3 Info (данас ТВ Вести), Радио С, Перпер, 3).
Био је водитељ многих културно-забавних манифестација, а поред тога, уписао је колумне и интервјуе са познатим личностима у часописима Sofia и Story.
Од 2010. до 2018. године радио је као ПР менаџер, издавачких кућа Лагуна, Делфи и Вулкан. Идејни је творац модне ревије о књигама Laguna Collection, где је на писти оживео ликове из тада популарних домаћих књига.  Ради и као лектор и уредник неких домаћих издања књига, међу којима су књиге Трен неизбежног, Укус греха, Жонглер, Осуђена.
Године 2019. добио је улогу у серији Златни дани, играјући самог себе, тј. водитеља дневника.

## Емисије
| Година      | Емисија            | Канал       |
| ----------- | ------------------ | ----------- |
| 1995.       | Зоо+               | РТС НС+     |
| 2000—2001.  | Сјај               | БК ТВ       |
| 2001.       | Елит клуб          |             |
| 2002—2003.  | Турбуленција       | ТВ Политика |
| 2005—2006.  | Трострука шанса    | 3К РТС      |
| 2007.       | Место за лето      | ТВ Кошава   |
| 2007.       | Дубоко у ноћ       | ТВ Кошава   |
| 2008.       | Гастро Времеплов   | РТВ 1       |
| 2010—2012.  | Вести              | ТВ Авала    |
| 2010—2012.  | Отворени студио    | ТВ Авала    |
| 2011—2012.  | Игре живота        | ТВ Авала    |
| 2012—надаље | Национални дневник |             |
| 2016.       | Правац             |             |